# أماني (فرنسا)
أماني هي بلدية فرنسية تقع في إقليم الأردين في منطقة غراند إيست.   